# Двенадцать уйгурских мукамов
Двенадцать уйгурских мука́мов (уйг. ون ئىككى ئۇيغۇر مۇقاملار) — это единый цикл протяжённых музыкально-поэтических произведений, шедевр средневекового уйгурского музыкального искусства. Синтезируя традиционную песенно-инструментальную музыку и танцы, устно-профессиональную музыку и поэзию, уйгурские мукамы являются неотъемлемой частью искусства макамат.

## История зарождения
Сведения о зарождении искусства макамат, особенностях стилистики, структуры и способах бытования встречаются в рукописях учёных Востока, начиная уже с IX века. Аль-Фараби создал теорию восточной музыки, а Ибн Сина (Авиценна) дал глубокое толкование вопросов музыкальной акустики, интервалов, ритмов. Во второй половине XIII века выдающийся музыкант-теоретик Сафиаддин Урмави впервые обосновал принцип образования двенадцати ладов-дауров (позднее макамов) в трактате «Китаб ал-адуар» (или «адвар» — «Книга о музыкальных кругах»). Достоверным источником по вопросам истории, теории и практики средневековой музыки Востока, в частности мукамов, служат научные изыскания Аш-Ширази (1236—1310). Научные достижения Абдурахмана Джами (1414—1492) и Алишера Навои (1441—1501) в теоретических вопросах музыки и поэзии в значительной мере способствовали формированию художественно-эстетических воззрений поэтов и музыкантов последующих эпох. Сведения о формах, характере и стиле музыкальных произведений содержат «Трактаты о музыке» Кавкаби Бухарского (XVI век) и Дарвиша Али (XVII век).
Ряд советских и зарубежных исследователей искусства макамат (Раджабов И. Р., Векслер С. М., Абдушукур Мухаммат Имин) считает, что у народов Средней и Центральной Азии это искусство бытовало задолго до арабского нашествия в иных формах, хотя термин «макам» впервые засвидетельствован в музыкальных трактатах Махмуда Шираза на рубеже XIII—XIV веков.
Наиболее ранние сведения об уйгурской музыкальной культуре прошлых столетий содержатся в «Суйшу» — «Истории династии Суй», созданной в VII веке. Опираясь на данные музыкального раздела этой истории, уйгурский учёный Абдушукур Мухаммат Имин в книге «Песенно-танцевальное искусство Синьцзяна Танской Эпохи» пишет, что во второй половине VI века кучанский музыкант-певец и исполнитель на щипковом инструменте пипа — Суджуп разработал систему пяти таран и семиступенного звукоряда, которая получает широкое распространение в Китае. Этот период, вероятно, относится к начальному этапу формирования в Центральной Азии музыкальной теории, которая возникла на основе высокоразвитой музыкальной культуры раннего средневековья. Теоретическая система Суджупа, широко распространившаяся по всему Восточному Туркестану, несомненно послужила основой для уйгурского музыкального прогресса в последующие века. В VI—VII веках появляются такие талантливые музыканты, как композитор Мантур.
Из китайских литературных источников мы узнаём, что на музыкальную культуру Западного и Центрального Китая и даже Кореи оказала влияние музыка Кучи, известная в Китае с 242 года. Китайский путешественник Сюань-цзан (начало VII века) пишет, что «тамошние [кучанские — Т. А.] музыканты необыкновенно искусны в игре на флейте и на гитаре и превосходят в этом всех других стран». Любопытны сведения о церемониальной музыке Кучи в танское время (VII—X века). Здесь «исполнялась музыкальная композиция „Великое примирение“, которую также называли „Танцем львов пяти небесных направлений“». И далее «140 человек пели песню „Великое примирение“ и следовали за „львами“ [юношами — Т. А.], (то есть также, очевидно, танцевали), прихлопывая в ладоши (по другому источнику щелкая пальцами), для того чтобы выдержать такт».
В начале VIII века зарождается в Восточном Туркестане прототип уйгурских мукамов «Чон нагма». Из «Воспоминаний Юаньской династии» известно, что Танская эпоха в городе Куча ознаменовалась появлением графической записи музыки. Об уйгурских танцах, песнях и музыкальных инструментах есть упоминания знаменитого венецианского путешественника XIII века Марко Поло.
Музыкантом XVI века Кидирханом Яркенди в труде «Назук нукта» («Нежные звуки точки») охарактеризовано творчество уйгурских музыкантов-профессионалов, его современников и исполняемых ими отдельных мукамов. Исматулла Наматулла Моджизи в произведении «Таварихи мусикийун» («История о музыкантах»), созданном в 1854 году, знакомит читателей с семнадцатью музыкантами и поэтами Ближнего и Среднего Востока X—XVI веков, среди которых такие яркие представители уйгурского музыкально-поэтического творчества XVI века, как Кидирхан Яркенди и Аманнисахан.
Считая макамат преимущественно искусством мусульманского мира, известный музыковед Х. С. Кушнарёв в своём труде об армянской монодии относит его возникновение примерно к X веку, а наивысший расцвет — к XII—XIII векам. «В этот период мугамат развивается в русле тенденций так называемого „сельджукского“ [огузского — Т. А.] искусства, в становлении которого местная творческая инициатива, местные традиции сыграли исключительно важную роль».
Краткий историко-культурологический экскурс в музыкальное прошлое уйгуров, обнаруживающий следы высокой музыкальной культуры, позволяет предположить, что зарождение уйгурского мукама восходит к V—VI векам, развитие жанра приходится на VII—IX века, а полное формирование классического цикла происходит в X—XII веках.
Суммируя имеющиеся разнообразные сведения о мукамных формах, исследователи полагают, что наиболее древней и совершенной из них является система «Двенадцать мукамов» («Дувоздах макам»). В неё входили следующие мукамы: Раст, Ушшак, Буслик, Исфахан, Зирафканд (или Кучак), Бузрук, Зангула, Рахави, Хусайни, Хиджаз, Ирак.
Позднюю форму этого жанра представляет «шашмаком» в Средней Азии и дастгях в Иране, сформировавшиеся в XVIII веке под воздействием более ранней системы «Двенадцать мукамов». «Шашмаком» — цикл из шести мукамов: Бузрук, Рост, Наво, Дугох, Сегох и Ирок — является наследием таджикского и узбекского народов. В азербайджанской, туркменской музыкальной практике существует семь основных мукамов. Азербайджанские мугамы-дастгяхи имеют следующие названия — Раст, Шур, Сегях, Чаргях, Баяты-Шираз, Хумаюн, Шуштар. Семь туркменских мукамов отличаются от других тем, что они инструментальные, а также названиями и композицией. Инструментальная форма мугама получила распространение и в Армении.
В 2005 году ЮНЕСКО объявил о включении уйгурских мукамов в список нематериального культурного наследия человечества.

## Особенности цикла «Двенадцать уйгурских мукамов»
Условия бытования мукамов весьма различны. Они звучали при большом скоплении людей и сопровождали календарные и семейные народные обряды, а также «камерные» музыкальные вечера в узком кругу слушателей. Богат образный мир мукамов. В них отразились основные эстетические и философские взгляды народа.
Мукамная традиция сложилась как многогранная и жанрово-разветвленная система монодии, а сам мукам вобрал в себя огромное разнообразие музыкальных форм, стилей исполнительских традиций. В нём сочетаются бесписьменное музыкальное, письменное поэтическое, а также танцевальное начала.
Вокально-инструментальные разновидности мукама содержат различные поэтические тексты: народные стихи, дастаны и образцы высокой классической восточной поэзии. Они могли меняться в зависимости от уровня развития общества, репертуара исполнителей-профессионалов и от требований слушателя. Особенно плодотворным оказалось взаимодействие мукама с формой газели — одной из наиболее развитых на Ближнем и Среднем Востоке.
Исторически сложившийся в музыкальной практике уйгуров цикл включает мукамы Рак (Raq), Чапбаят (Chapbayat), Мушавирак (Mushavirek), Чаригах (Charigah), Пянджигах (Penjigah), Узхал (Özhal), Аджям (Ejem), Ошшак (Oshaq), Баят (Bayat), Нава (Nawa), Сегах (Ségah), Ирак (Iraq) (иногда в иной последовательности). Мукамы подвергались в известной мере влиянию развитых музыкальных культур индийцев, персов, арабов и других соседних народов.
Каждый мукам из системы «Двенадцать мукамов» образует, в свою очередь, сложный самостоятельный цикл из ряда вокальных, инструментальных, танцевальных частей, имеющих самостоятельные названия и объединённых общей ладоинтонационной основой.
Как известно, характерная особенность мукама коренится в рациональном сочетании стабильного (канон) и мобильного (импровизация) начал. В уйгурском мукаме канонизированы — ладовая организация, последовательность частей и тип контраста между тремя крупными разделами; изменяющимися компонентами являются импровизационные элементы мукамного мелоса, особенно вступительного раздела мукама (свободная смена размера, изощренный ритм, мобильность динамики), форма, а также тексты.
Типичная поэтическая основа вокально-инструментальных частей мукама — народные лирические стихотворения; образцы лучших газелей и мурабов классиков восточной поэзии — Лутфи, Саккаки, Навои, Залели, Новбати, Хувейды, Машраба, Низари, Гариби, Гумнам, Билал Назима; тексты известных поэм и сказаний (дастанов) — «Герип и Санам», «Хурлика и Хамраджан», «Юсуф и Зулейха», «Юсуф и Ахмет», «Тахир и Зохра», а также тексты духовного содержания. Стихи профессиональных поэтов отличаются глубоким содержанием, эмоциональной насыщенностью, благозвучием и музыкальностью.
В текстах уйгурских мукамов, написанных в арузной метрике, наиболее употребительны размеры рамал и хазадж. Это и не случайно, так как их популярность объясняется близостью к фольклорным тюркским ритмам. Навои указывая на связь этих поэтических размеров с ритмами напева, называет их песнями. Кстати напомним, что в уйгурское музыкальное искусство аруз проник с творчеством сазандаров — народно — профессиональных певцов, которые в своей музыкальной практике опирались на уйгурскую классическую поэзию.

## Варианты уйгурских мукамов
Классический цикл «Двенадцать мукамов» создавался и отшлифовывался уйгурскими мукамистами на протяжении нескольких веков. Творческое освоение и совершенствование цикла происходило путём расширения круга мелодий, преобразования структуры мукамов. Музыкантами — самородками — сазандарами сочинялись близкие мукамам по стилю песенно-танцевальные циклы — санамы (кучанские, хотанские и др.), песни, дастаны к отдельным разделам мукамов. Кроме того, создавались мукамы, не вошедшие в основной цикл: они либо бытовали самостоятельно, либо включались в состав некоторых частей локальных вариантов цикла. Так, в книге Исматуллы Наматулла Моджизи есть сведения о том, что превосходный мукамист XVI века Юсуф Кадирхан Яркенди (Восточный Туркестан) сочинил мукам «Висал». Этот мукам он разучивал со своими учениками, среди которых были музыканты из Ирана, Индии, Турции и Средней Азии. Мукам «Ишрят ангиз», автором которого является Аманнисахан, не получил широкого распространения и не сохранился и также, как мукам «Абу чашма», не вошёл в основной уйгурский цикл «Двенадцать мукамов».
Свидетельством дальнейшего развития мукамных традиций является создание уже в 40-х годах нашего столетия двух мукамов в классическом стиле: «Рухсара» композитором — мелодистом Зикри Альпитаевым и «Джаркентский мукам» Нурмухамметом Насировым.
Степень таланта и знаний сазандарами мукамного материала определяли особенности бытования и распространения мукамов. В одних местностях одни мукамы из цикла, в других — другие. Кроме того, один и тот же мукам мог одновременно существовать в разных городах и исполняться с предпочтением к отдельным частям.

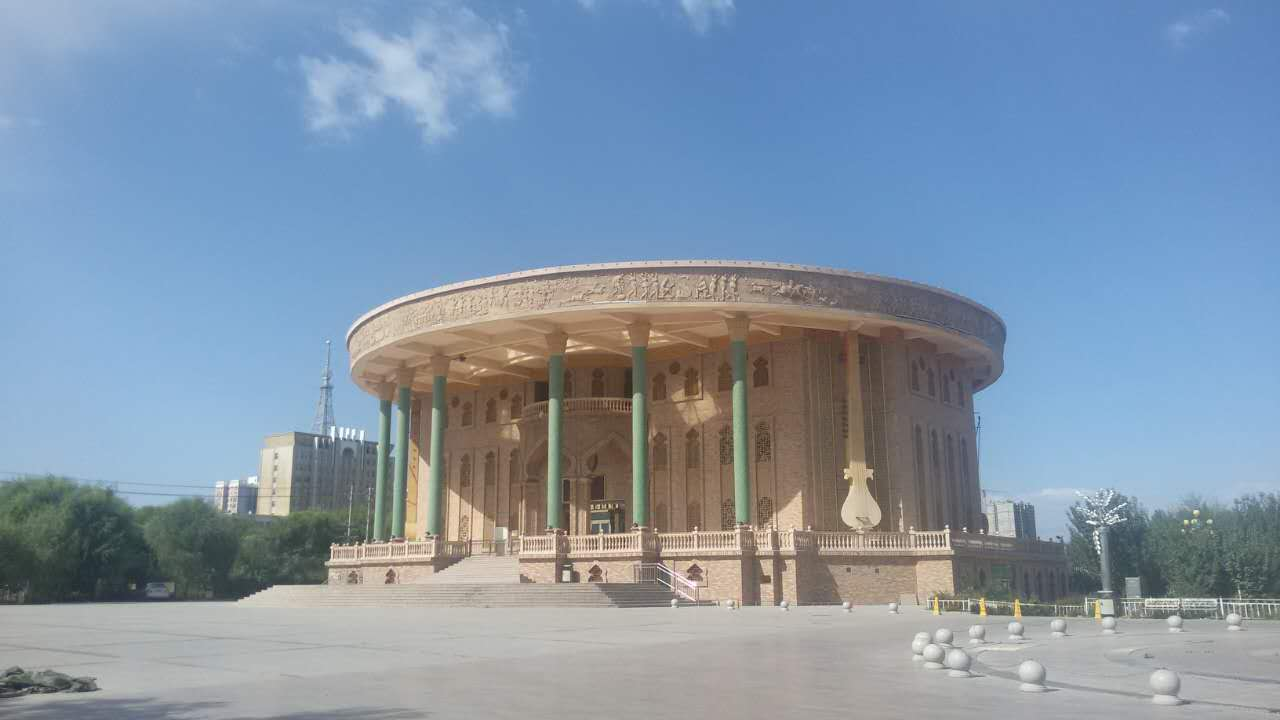
Музей мукама в Хами, Синьцзян

В древнем городе Кумул (Хами) в Восточном Туркестане с давних времен существуют так называемые «машрапные мукамы», характерной музыкальной особенностью которых является танцевальное начало: после лаконичного мукам башлиниши (начало мукама) следуют народные песенно-танцевальные циклы — санамы, получившие названия «кумульские санамы». Близкий к крестьянскому мелосу музыкальный язык кумульских мукамов носит ярко национальную окраску, а их танцы весьма колоритны и содержательны.
Кумульских мукамов сохранилось двенадцать, из которых семь существует в двух вариантах:
1. Дур (два варианта)
2. Улугдур
3. Мустазар (два варианта)
4. Хупти (два варианта)
5. Чапбаят (два варианта)
6. Мушавирак (два варианта)
7. Узхал (два варианта)
8. Ирак
9. Долан Мушавирак
10. Рак
11. Чаргах (два варианта)
12. Дугах

Уйгурский учёный Абдушукур Мухаммат Имин в книге об уйгурских мукамах приводит перечень двух мукамных вариантов, бытующих в Доланском районе яркендский и аксуйский. Циклы содержат по девять мукамов, а каждый мукам состоит из пяти частей — Мукам башлиниши, Чикитма, Санам, Саликя (или Хозур), Салармян (или Сирилма).
| Яркендские    | Аксуйские     |
| ------------- | ------------- |
| 1. Рак        | 1. Баш мукам  |
| 2. Бом баяван | 2. Бом баяван |
| 3. Зил баяван | 3. Мугал      |
| 4. Сим баяван | 4. Сим баяван |
| 5. Узхал      | 5. Самук      |
| 6. Джола      | 6. Джола      |
| 7. Мушавирак  | 7. Чол баяван |
| 8. Дугамят    | 8. Дугамят    |
| 9. Ходак      | 9. Баяван     |

I. Мукам башлиниши:

Гор горделивее нет,

Чем Ари-Булака горы.

На их вершинах снег,

Внизу — сады и просторы.

До середины реки

Тал наклонился гибкий,

Где ласточка свила гнездо

Быстрая с белой грудкой.

Ласточки ожерелье

Белое и радует глаз.

У сироты-горемыки

Нет никого, кроме вас.

II. Чикитма:

На свидание со мной пришли вы?

Погубить ли меня пришли вы?

Или огонь погасающий мой

Снова ярко разжечь пришли вы?

Не с добром ко мне милая вхожа,

Как бы мне провести её тоже,

Своим видом веселым и я,

Чай подав, обману её все же.

Ради милой — хоть жизни лишите,

Только руки сначала свяжите.

Пусть огонь мой погаснет совсем,

Но на казнь и её пригласите.

III. Санам:

Подруга в саду показалась,

Набросив заморский платок.

Цветком мне она показалась,

Он жар в моем сердце зажёг.

Ко мне подошла она тихо.

Душой воспрянув, я рад.

И недруги наши лихие

Вкусили той радости яд.

С любимой мы нежились вволю

На поле, желтевшем как медь.

О как хорошо на просторе

Душевную песню запеть!

Да как нам не петь и не славить

Родимые наши края,

Ты видишь: страда миновала,

Настала веселья пора.

IV. Хозур:

Эй вы, кони, кони вы!

Что глядите со стены,

Как же низко нас пригнули

Куцехвостые чины.

Принимать гостей — закон.

Тот обычай всем знаком.

Только заняты учёбой

Нынче женщины кругом.

Струны на равапе, эй

Расклевал, что ль воробей?

Приходи ко мне, красотка,

Ты прекрасна, не робей.

Несмотря на музыкально-диалектные и структурные различия типичных для уйгурского мелоса локальных вариантов мукамных циклов, а также их отдельных частей, бытующих в Кашгарии (юг Восточного Туркестана), они, вероятнее всего, послужили основой для зарождения классического кашгарского цикла «Двенадцать мукамов», дошедшего до наших дней. Не располагая в данный момент нотным материалом, а также фонозаписями локальных вариантов мукамов Кашгарии — кумульских, доланских (яркендских и аксуйских), хотанских и кучанских, мы не можем сравнить их детально.
Большой вклад в дело сохранения, развития и распространения кашгарского цикла «Двенадцать мукамов» внесли одаренные мукамисты — сазандары являющиеся часто и сочинителями мукамов, и певцы XIX—XX веков, такие, как Джами Кашмир, его сыновья Елим и Селим, Ахунум Карушан, Мухаммед молла, Хасан — тамбир, Турдахун — альнагма, а позднее их ученики тамбиристы — Рози, Хусайин, Джами, Барат, Абдулла Думбак, композитор Зикри Альпитаев, певец Абдували Джаруллаев. Среди них особенно отличались исполнительским мастерством и педагогическим даром Ахунум Карушан и Рози — тямбир. Свои глубокие знания уйгурских мукамов и профессиональное исполнительское мастерство они передавали ученикам. У Рози — тямбир прошли хорошую школу мукамного искусства известные мукамисты — М. Хасанов, Н. Насиров, С. Разамов, Г. Кадирхаджиев и К. Мухамметов, восстановившие уйгурский мукамный цикл (илийский вариант). В пятидесятых годах нашего столетия кашгарский цикл был записан китайским фольклористом Ван Тунши в городе Урумчи с голосов прославленных уйгурских мукамистов: сатариста Турдахуна — альнагма (1881—1956) и Рози — тямбира (1900—1957) и издан в Пекине.
Для исполнения кашгарского цикла «Двенадцать мукамов» требуется около суток непрерывного звучания. Каждый мукам состоит из трёх крупных разделов: Чон нагма, Дастан нагма, Машрап нагма (см.: #Глоссарий) Они же в свою очередь делятся на более мелкие пьесы. В одном мукаме их насчитывается от 20 до 30. Весь кашгарский цикл содержит в общей сложности 242 различные музыкальные пьесы.
Чон нагма наиболее объемный раздел мукама — состоит из следующих частей: Мукам башлиниши, Тазя и его маргул, Нусхя и его маргул, Саликя и его маргул, Джола, Санам, Пяшру, Такт, Хатимя. В средний раздел мукама — Дастан нагма — входят от трёх до пяти дастанов с их маргулами. Заключительный раздел — Машрап нагма — включает от трёх до шести песенно-танцевальных номеров без маргулов.
Активное бытование кашгарского цикла в Илийском крае и Семиречье привело к тому, что появился его илийский вариант, обладающий своим «музыкальным диалектом». Главное его отличие от основного цикла — лаконичность формы, возникшая в результате сокращения начального раздела Чон нагма, в котором осталось только Мукам башлиниши. В илийском варианте Ирак — последний мукам — нередко носит название Хусейни. Исключение составляет мукам Узхал, где Дастан нагма содержит два дастанных раздела — Наляш I и Наляш II и мукам Чаргах, в котором, наоборот, отсутствует этот средний раздел.
Трансформация цикла могла произойти, во-первых, в связи с тем, что в Илийском крае и Семиречье оставалось считанное количество знатоков жанра — мукамистов, которые не могли сохранить в памяти столь масштабный и сложный музыкальный материал; во-вторых, потому, что мукамы стали чаще всего исполняться на свадьбах и машрапах, когда сами условия диктовали сокращение медленных частей и, наоборот, развитие праздничных, темпераментных и быстрых танцевальных частей мукамов — Машрап нагма.
Для наглядного сравнения классического кашгарского цикла с его илийским вариантом приведем две схемы мукама Рак.
| Кашгарский       | Илийский         |
| ---------------- | ---------------- |
| I Чон нагма      |                  |
| Мукам башлиниши  | Мукам башлиниши  |
| Тазя             |                  |
| его маргул       |                  |
| Нусхя            |                  |
| его маргул       |                  |
| Саликя малый     |                  |
| его маргул       |                  |
| Джола            |                  |
| Санам            |                  |
| Саликя большой   |                  |
| Пяшру            |                  |
| его маргул       |                  |
| Такт             |                  |
| II Дастан нагма  | II Дастан нагма  |
| Первый дастан    | Первый дастан    |
| его маргул       | его маргул       |
| Второй Дастан    | Второй дастан    |
| его маргул       | его маргул       |
| Третий дастан    | Третий дастан    |
| его маргул       | его маргул       |
| Четвёртый дастан |                  |
| его маргул       |                  |
| III Машрап нагма | III Машрап нагма |
| Первый машрап    | Первый машрап    |
| Второй машрап    | Второй машрап    |
|                  | Третий машрап    |

Любимые народом мукамы занимают значительное место в репертуаре сазандаров. Среди советских уйгуров большую популярность приобрел илийский вариант цикла «Двенадцать мукамов».
Без исполнения мукама не обходится ни один праздник урожая дехкан. Мукамы звучат не только на свадебных церемониях и машрапах, но и во время народных торжеств, в клубах и на театральных сценах. Молодёжи близки и понятны мукамы Чапбаят, Мушавирак, Пянджигах, Ошшак и Баят, отличающиеся оптимистическим и задорным звучанием, а люди старшего поколения предпочитают сдержанные, величаво-торжественные мукамы, такие, как Рак, Аджям, Нава, Ирак.
Камерные инструментальные ансамбли мукамистов бывают различных составов, однако чаще в них входят тамбир, сатар, дутар, равап, гиджак, най, дап, сапаи и тевилваз. В современные мукамные ансамбли иногда включают в качестве баса афганский равап.
В исполнении второго и третьего разделов мукама обычно участвует полный состав инструментального ансамбля, однако нередко (особенно в маргулах) звучат соло таких, например, инструментов, как най, гиджак, чанг, тамбир, дап.
Исполнение уйгурских мукамов требует от музыкантов искусного владения профессиональными техническими навыками, высокого художественного вкуса. Как известно, различные певцы и сазандары обладают собственной манерой пения или игры на народном инструменте. Каждый из них, стараясь максимально использовать свои исполнительские возможности, вносит небольшие изменения в мелодию. Например, илийская манера более распевна и протяжна по сравнению с кашгарской, а доланская — отличается большей речитативностью.
Высокая исполнительская техника сочетается с тончайшей нюансировкой у кульджинских и кашгарских певцов. Это связано с опорой на более древнюю традицию, сохранившуюся до наших дней у таких талантливых певцов-мукамистов, как заслуженные артисты УзССР Халисхан Кадырова и Абдирим Ахмадиев, Кадир Рази Мухамметов, Султан Маметов, народная артистка КазССР Нурбуви Маметова и артисты Сайдакрам Толегенов, Шамухамет Шарахметов, Айтурган Хасанова, Сейитджан Хамраев. При непрерывной преемственности национальных музыкальных традиций и их вековом отборе в современной исполнительской практике этих мукамистов сохранилось самое лучшее.
В Казахстане, Узбекистане и Киргизии, где проживает много уйгуров, существуют профессиональные и любительские ансамбли мукамистов. За последние годы многое делается для популяризации мукамов. Они постоянно включаются в репертуар уйгурских народных ансамблей, в программы музыкальных передач радио и телевидения республик Средней Азии и Казахстана, звучат в театральных постановках.
В деле сохранения, развития и пропаганды «Двенадцати мукамов» велики заслуги двух профессиональных национальных ансамблей мукамистов — бывшего Уйгурского ансамбля песни и танца при Госкомитете телевидения и радиовещания УзССР в Ташкенте, фольклорного ансамбля «Нава» в Алма-Ате при Республиканском уйгурском театре музыкальной комедии.
Творческое использование мукамов уйгурскими композиторами открывает широкие возможности для создания современных профессиональных музыкальных полотен.
Отрывок из мукама:

| I. Рак муқами I. Муқам башлиниши Сатарим тариға җан риштисидин тар ешип салсам, Аниң ким налисидин бенәваниң көңлини алсам. Муқам ичрә муқам чалсам, муқамни дилға җа қилсам, Ки ул мәһбуб нәзәр қилса аниң алдида мән чалсам. Муқамларниң атасини Һүсәйну һәм Әҗәм дәрләр, Улардин йуқари пәрдәким — Баятини мән чалсам. Баяти ашнаниң язида ейтсам баятиңни, Көңлүм, бенәва болғанда билсәм мән Нава чалсам. | I. Мукам Рак I. Мукам башлиниши Я струны своего сатар со струнами души солью. Пускай утешатся страдальцы, услышав музыку мою! Пусть льются волнами мукамы из переполненной души И глаз любимая не сводит с меня, когда я запою! Древнее всех у нас считают мукам Хусейни и Аджям, Звучанье струн взяв ладом выше, Баят исполнить я хочу. Лишь для любимой исполняю я этот медленный мотив, А загрустишь, другим мукамом — Нава — тебя развеселю! |

## Глоссарий
Машрап нагма (мәшрәп нәғмә) — 1) танцевальная музыка; 2) название заключительного раздела уйгурского мукама.
Маргул (мәрғул) — 1) трель; 2) инструментальная интермедия — часть из среднего раздела уйгурского мукама.
Нагма (Нәғмә) — 1) музыка, мелодия; 2) Звук, музыкальный тон; 3) инструментальный наигрыш.
Рак — 1) Вселенная; 2) место (восхождения наук и сборник знаний); 3) грань, сторона, ребро; 4) черта, полоса, линия; 5)наименование мукама.
Рухсар — 1) щека; 2) наименование мукама.

## Критика
Хусейн Керим был одним из уйгурских учёных, кто отрицал мнение о «древних корнях» уйгурских мукамов, которое продвигали в Китае. Он резко высказался о так называемых «историках мукамов», которые по его словам «попросту сидят и пишут, что захотят». За это высказывание был сильно раскритикован. Но все же нашлись единомышленники. Керим также отмечал, что мукамы не могли появиться в Таримском бассейне раньше, чем в Аравии и Иране.